# Julian Slater
Julian George Slater (* 1971 in Maidstone, Kent, England) ist ein britischer Tontechniker.

## Leben
Der aus der Grafschaft Kent im Südosten Englands stammende Julian Slater hatte sich schon als Kind für Tontechnik interessiert. Er studierte an der School of Audio Engineering in London und wollte als Toningenieur in der Musikbranche arbeiten, landete dann aber direkt nach dem Studium mehr zufällig in der Film- und Fernsehbranche, wo er ab 1991 im Unternehmen Hackenbacker des neun Jahre älteren Tontechnikers Nigel Heath arbeitete und 1992 als Heaths Tonschnittassistent an Peter Greenaways Film Das Wunder von Mâcon beteiligt war. Es folgten Arbeiten für die satirische Fernsehserie The Day Today im Bereich der Audio-Postproduktion, die Beteiligung am Tonschnitt von Gabriel Axels Hamlet – Der Prinz von Jütland und der Toneffektschnitt bei Leaving Las Vegas von Regisseur Mike Figgis, immer in Zusammenarbeit mit Nigel Heath, mit dem er dann Anfang 1995 eine eigene Postproduktionsfirma, die spätere Hackenbacker Audio Post Company in London, gründete.
Heath und Slater wurden mit ihrem Team erstmals 1999 für den Film Hilary & Jackie für den BAFTA Award in der Kategorie Bester Ton nominiert. Im Jahr 2000 folgte eine Primetime-Emmy-Nominierung für den Fernsehfilm Animal Farm und 2001 für Shadow of the Vampire eine Nominierung für den Golden Reel Award der MPSE. Neben diesen Filmarbeiten war die Firma allerdings in erster Linie für das britische Fernsehen tätig und lieferte dort unter anderem das Sounddesign der satirischen Fernsehserien von Chris Morris. Die Arbeiten mit Morris – auf The Day Today (1994) folgten Brass Eye (1997) und Jam (2000) – führten auch dazu, dass der Regisseur Edgar Wright, ein großer Fan von Chris Morris, Slater für sein Kinodebüt Shaun of the Dead engagierte. Seitdem war Slater bei allen Spielfilmen Edgar Wrights für den Ton verantwortlich. Der bisherige Höhepunkt der langjährigen Zusammenarbeit war Slaters komplexe Arbeit an Baby Driver. Für den größtenteils entlang einer Reihe komplett ausgespielter Musikstücke choreografierten Film mussten sämtliche Geräusche in Tempo und Tonhöhe an die verwendete Musik angepasst werden, um die Hörperspektive des Protagonisten zu vermitteln. Slater erhielt dafür 2018 seine ersten beiden Oscar-Nominierungen in den Kategorien Bester Ton und Bester Tonschnitt.
Slater, der bereits 2008 aus seiner Postproduktionsfirma ausgestiegen war und danach in London als Freiberufler gearbeitet hatte, zog Mitte 2013 mit seiner Frau und den zwei gemeinsamen Söhnen nach Los Angeles. Zu seinen ersten Arbeiten für das Postproduktionsunternehmen Formosa Group gehörten der Tonschnitt bei The Purge: Anarchy und das Tondesign des oscarprämierten Kurzfilms Liebe geht durch den Magen. Danach war er am Tondesign von George Millers Mad Max: Fury Road beteiligt und gewann als Teil des Teams 2016 einen Golden Reel Award.
Im Jahr 2017 folgte schließlich mit Jumanji: Willkommen im Dschungel die erste Hollywood-Großproduktion, bei der Slater für den Ton hauptverantwortlich war. 2018 wurde er in die Academy of Motion Picture Arts and Sciences berufen, die jährlich die Oscars vergibt.

## Filmografie (Auswahl)
- 1993: Das Wunder von Mâcon (The Baby of Mâcon) – Regie: Peter Greenaway
- 1994: The Day Today (TV-Serie, Folgen: Stretchcast und Big Report)
- 1994: Hamlet – Der Prinz von Jütland (Prince of Jutland) – Regie: Gabriel Axel
- 1994: The World of Lee Evans (TV-Serie, Folgen: Off the Rails, One Late Night und The Late Shift/Meet the Folks)
- 1995: Leaving Las Vegas – Regie: Mike Figgis
- 1996: Die Bettlektüre (The Pillow Book) – Regie: Peter Greenaway
- 1996: Small Time – Regie: Shane Meadows
- 1997: Heirat nicht ausgeschlossen (The Matchmaker) – Regie: Mark Joffe
- 1997: Brass Eye (TV-Serie)
- 1998: Hilary & Jackie (Hilary and Jackie) – Regie: Anand Tucker
- 1999: The Loss of Sexual Innocence (Loss of Sexual Innocence) – Regie: Mike Figgis
- 1999: Miss Julie – Regie: Mike Figgis
- 1999: Animal Farm (TV-Film) – Regie: John Stephenson
- 2000: Shadow of the Vampire – Regie: E. Elias Merhige
- 2000: Jam (TV-Serie)
- 2001: Revelation – Die Offenbarung (Revelation) – Regie: Stuart Urban
- 2003: Das Mädchen mit dem Perlenohrring (Girl with a Pearl Earring) – Regie: Peter Webber
- 2004: Shaun of the Dead – Regie: Edgar Wright
- 2004: Beyond the Sea – Musik war sein Leben (Beyond the Sea) – Regie: Kevin Spacey
- 2004: Fat Slags – Regie: Ed Bye
- 2006: Half Light – Regie: Craig Rosenberg
- 2006: Big Nothing – Regie: Jean-Baptiste Andrea
- 2007: Hot Fuzz – Zwei abgewichste Profis (Hot Fuzz) – Regie: Edgar Wright
- 2008: Brügge sehen… und sterben? (In Bruges) – Regie: Martin McDonagh
- 2008: Die Schwester der Königin (The Other Boleyn Girl) – Regie: Justin Chadwick
- 2008: Miss Pettigrews großer Tag (Miss Pettigrew Lives for a Day) – Regie: Bharat Nalluri
- 2009: Radio Rock Revolution (The Boat That Rocked) – Regie: Richard Curtis
- 2010: Scott Pilgrim gegen den Rest der Welt (Scott Pilgrim vs. the World) – Regie: Edgar Wright
- 2011: Paul – Ein Alien auf der Flucht (Paul) – Regie: Greg Mottola
- 2011: Attack the Block – Regie: Joe Cornish
- 2011: Arthur Weihnachtsmann (Arthur Christmas) – Regie: Sarah Smith und Barry Cook
- 2012: Dark Shadows – Regie: Tim Burton
- 2013: Das hält kein Jahr…! (I Give It a Year) – Regie: Dan Mazer
- 2013: In Fear – Regie: Jeremy Lovering
- 2013: The World’s End – Regie: Edgar Wright
- 2014: Young Ones – Regie: Jake Paltrow
- 2014: The Purge: Anarchy – Regie: James DeMonaco
- 2014: Liebe geht durch den Magen (Feast) (Kurzfilm) – Regie: Patrick Osborne
- 2014: Unknown User (Unfriended) – Regie: Levan Gabriadze
- 2015: Mad Max: Fury Road – Regie: George Miller
- 2015: The Gift – Regie: Joel Edgerton
- 2015: The Danish Girl – Regie: Tom Hooper
- 2015: Paranormal Activity: Ghost Dimension – Regie: Gregory Plotkin
- 2016: Der Spion und sein Bruder (Grimsby) – Regie: Louis Leterrier
- 2016: Bad Moms – Regie: Jon Lucas und Scott Moore
- 2017: Baby Driver – Regie: Edgar Wright
- 2017: Bad Moms 2 (A Bad Moms Christmas) – Regie: Jon Lucas und Scott Moore
- 2017: Jumanji: Willkommen im Dschungel (Jumanji: Welcome to the Jungle) – Regie: Jake Kasdan